# Metropolitana di Kyoto
La metropolitana di Kyoto è la metropolitana a servizio della città giapponese di Kyoto. Si sviluppa per 31,2 km e 32 stazioni lungo due linee. Attualmente è gestita dall'Ufficio municipale dei trasporti di Kyoto.

## Storia
Nel 1968 venne per la prima volta espressa la volontà della realizzazione di una rete di metropolitana nella città di Kyoto. Nel 1972 il progetto fu approvato, e due anni dopo i lavori iniziarono, con l'inaugurazione della prima linea nel 1981 con la tratta Kyoto - Kitaōji. Una particolarità che rese, all'epoca, la metropolitana di Kyoto all'avanguardia, fu la presenza degli ascensori nelle quattro principali stazioni. Per migliorare l'accesso ulteriormente, le banchine delle stazioni vennero perlopiù realizzate a isola. Nel 1988, dopo l'estensione a Takeda, iniziarono le operazioni dirette sulla linea Kintetsu Kyōto fino a Shin-Tanabe. Per gli eventi principali successivi si faccia riferimento alla seguente cronologia:
- 1º luglio 1993 Introduzione della Traffica Kyo-Card, il primo abbonamento contactless di Kyoto
- 12 ottobre 1997 Estensione della linea Karasuma a Kokusai-Kaikan.
- 31 dicembre 1997 Inaugurazione del primo tratto della linea Tōzai fra Daigo e Nijō
- 1º marzo 2000 Inizio del supporto per la carta Surutto Kansai
- 15 marzo 2000 Il servizio diretto sulla linea Kintetsu Kyoto raggiunge Nara
- 26 novembre 2004 Estensione della linea Tōzai a Rokujizō: raggiunta la città di Uji; introduzione della numerazione di stazione
- 1º aprile 2007 Introduzione della carta PiTaPa
- 16 gennaio 2008 Estensione della linea Tōzai da Nijō a Uzumasa-Tenjingawa completando l'assetto attuale

## Linee
| Colore e simbolo | Colore e simbolo            | Nome                 | Nome           | Mark | Apertura prima sezione | Ultima estensione | Lunghezza | Stazioni |
| ---------------- | --------------------------- | -------------------- | -------------- | ---- | ---------------------- | ----------------- | --------- | -------- |
| verde            |                             | -                    | Linea Karasuma | K    | 1981                   | 1997              | 13.7      | 15       |
| verde            | Tramite diritti di transito | Linea Kintetsu Kyōto | -              | 1988 | 2000                   | 31.0              | 22        |          |
| verde            | Tramite diritti di transito | Linea Kintetsu Nara  | -              | 2000 | -                      | 4.4               | 3         |          |
| rosso            |                             | -                    | Linea Tōzai    | T    | 1997                   | 2004              | 8.7       | 8        |
| rosso            | Tramite diritti di transito | 1997                 | Linea Tōzai    | T    | -                      | 3.4               | 4         |          |
| rosso            | -                           | 1997                 | Linea Tōzai    | T    | 2008                   | 3.0               | 5         |          |

## Tariffe
I prezzi sono aggiornati alla data del 7 gennaio 2006 e sono validi per un adulto. I prezzi per i bambini sono della metà (arrotondati a multipli di 10).
Assieme alla Ferrovia Rapida di Saitama, la metropolitana di Kyoto ha la tariffa minima più alta del Giappone.
| Settori         | Prezzo (yen) |
| --------------- | ------------ |
| 1 (1 – 3 km)    | 210          |
| 2 (4 – 7 km)    | 250          |
| 3 (8 – 11 km)   | 280          |
| 4 (12 – 15 km)  | 310          |
| 5 (oltre 16 km) | 340          |